# Emich Gusztáv (politikus)
Emőkei Emich Gusztáv (Pest, 1866. november 3. – Bécs, 1927. július 10.) magyar politikus, diplomata, kereskedelemügyi miniszter.

## Életpályája
Hazai, németországi és párizsi jogi és kereskedelem-politikai tanulmányai után 1888-ban a földművelés-, ipar- és kereskedelemügyi minisztériumban tisztviselőként dolgozott. 1905-től többször képviselte a kormányt külföldi kongresszusokon. 1917-ben az akkor megalakult átmenetgazdasági minisztérium államtitkárává nevezték ki. 1920. március 28-tól 1920. július 19-ig a Simonyi-Semadam Sándor kormányának kereskedelemügyi minisztere volt. 1920-ban országgyűlési képviselővé választották (Hódmezővásárhely), mandátumáról azonban szeptemberben lemondott; 1920–1925 között berlini követ volt. 1925-ben nyugdíjba vonult.
Éveken át a budapesti áru- és értéktőzsde kormánybiztosa volt.

## Családja
Szülei: Emich Gusztáv zoológus (1843–1911) és Tormay Etelka (1845–1914) voltak. 1895. október 28-án, Budapesten házasságot kötött Harich Nadesda-val (1875–?). Két gyermekük született: Hedvig (1896–1942) és Gusztáv (1897–?).

## Művei
- Jelentés a párisi La-Villettei marhavásárról (1889)
- Kereskedelmi szerződések és a legnagyobb kedvezés elmélete (1892)
- Gazdasági és társadalmi megújhodás (Budapest, 1910)
- A tisztességtelen versenyről (Budapest, 1915)